# Daniel Tschiffeli

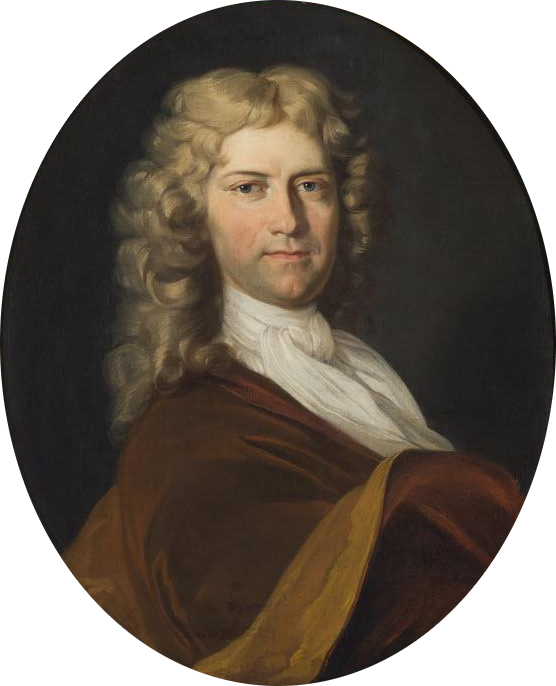
Daniel Tschiffeli, Buchdrucker, Bildnis von Johann Rudolf Huber (1705)

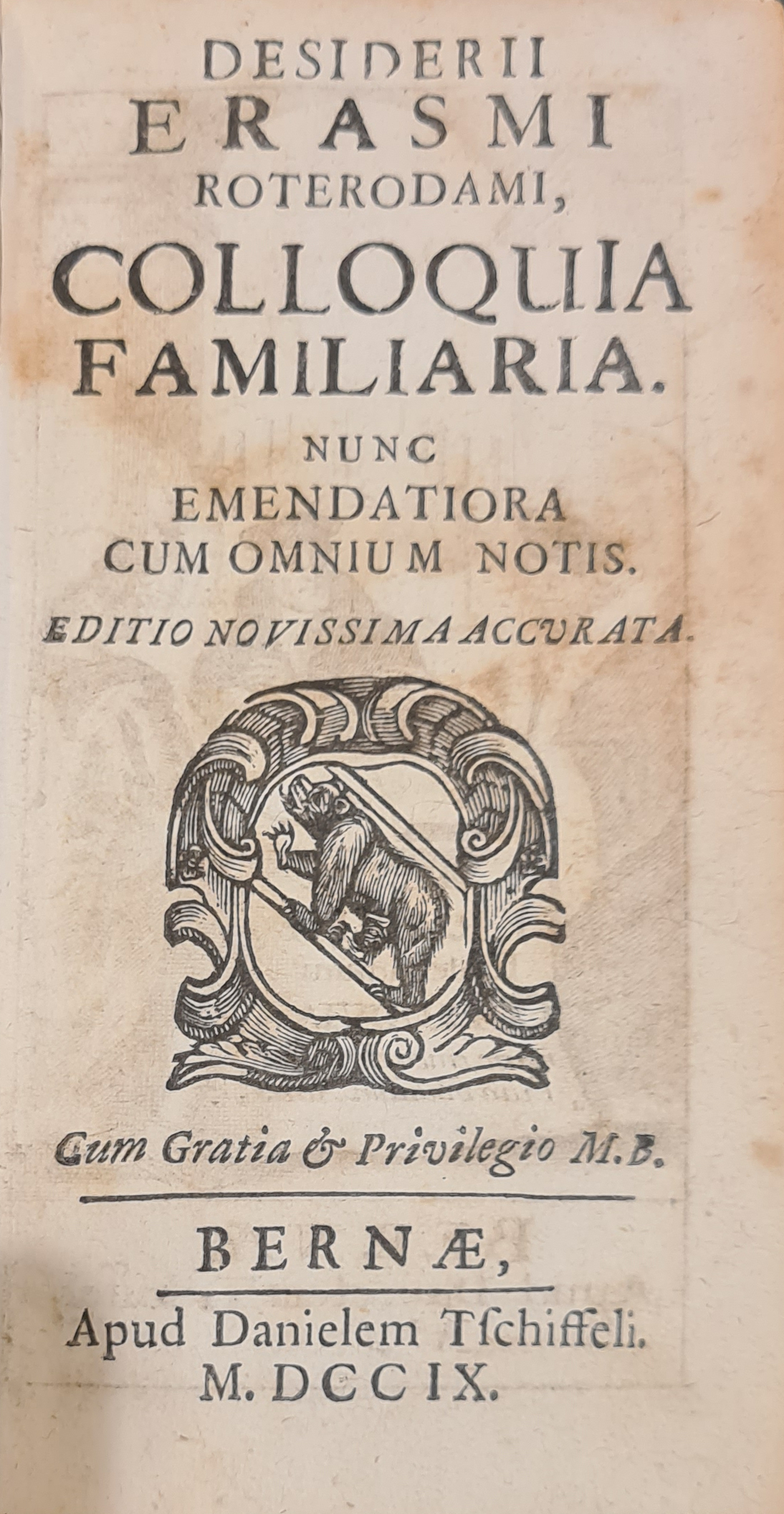
Erasmus von Rotterdam: Colloquia Familiaria, erschienen bei Daniel Tschiffeli (1709)

Daniel Tschiffeli (* 19. Februar 1664 in Büren an der Aare; † 23. Mai 1730) war ein in Bern tätiger Schweizer Buchdrucker und Buchhändler.

## Leben
Daniel Tschiffeli war Sohn des Samuel Tschiffeli, Schultheiss zu Büren, Landvogt zu Grandson, und der Margaretha Dubi. 1697 heiratete er Johanna Jenner, Tochter des Ratsherrn Samuel Jenner. Ab 1691 leitete Tschiffeli gemeinsam mit seinem Bruder Gabriel die Obrigkeitliche Druckerei in Bern, der sein Schwager Gabriel Thormann vorstand. 1698 schied Thormann aus der Assoziation aus, spätestens 1709 auch sein Bruder Gabriel. In den Jahren 1719 bis 1721 lag Tschiffeli mit seinem Konkurrenten, dem Buchdrucker Samuel Küpfer (1687–1765) wegen Nachdrucks obrigkeitlich privilegierter Schriften in einem Rechtsstreit, welcher in der Suspension (Einstellung) der obrigkeitlichen Druckerei kulminierte. 1721 wurde Tschiffeli die Konzession als obrigkeitlicher Buchdrucker erneuert und Küpfer das Nachdrucken gerichtlich untersagt, die beiden Drucker einigten sich 1722 in einem Vergleich.